# Dag Vag (musikalbum)
Dag Vag är det svenska reggaebandet Dag Vags första album, utgivet i mars 1979.
"Sanningens silverflod" är en cover på Träd, Gräs och Stenar. Dag Vag tolkar också The Fugs "I Couldn’t Get High" ("Jag blev inte hög") och Bob Dylans "Tombstone Blues" ("Snorbloos"). "Ogräset" är baserad på en dikt av Elsa Beskow. Låten har kommit att tolkas som en klasskampssång.
Albumet är en av titlarna i boken Tusen svenska klassiker (2009).

## Låtlista
1. "Sanningens silverflod" – 4:03
2. "Jag blev inte hög" – 2:17
3. "Snorbloos" – 4:45
4. "Min tunna" – 3:40
5. "Glappkontakt" – 3:32
6. "Idioterna" – 3:33
7. "Slaveri" – 3:47
8. "Ogräset" – 3:38
9. "Va spelar det för roll" – 6:35

## Listplaceringar
| Lista (1979) | Topplacering |
| ------------ | ------------ |
| Sverige      | 30           |

### Fotnoter
1. ↑  ”Dag Vag”. Discogs.com. http://www.discogs.com/Dag-Vag-Dag-Vag/master/322688. Läst 7 februari 2013.
2. 1 2  Gradvall et al 2009, nr. 533
3. ↑  Placeringar på den svenska albumlistan